# Hanumanapalya, Nelamangala
Hanumanapalya là một làng thuộc tehsil Nelamangala, huyện Bangalore Rural, bang Karnataka, Ấn Độ.